# Agios Epifanios Oreinis
Ágios Epifánios är en ort i Cypern.   Den ligger i distriktet Eparchía Lefkosías, i den centrala delen av landet, 30 km sydväst om huvudstaden Nicosia. Ágios Epifánios ligger 579 meter över havet och antalet invånare är 338. Den ligger på ön Cypern.
Terrängen runt Ágios Epifánios är kuperad, och sluttar norrut. Trakten runt Ágios Epifánios är ganska glesbefolkad, med 24 invånare per kvadratkilometer. Närmaste större samhälle är Klirou, 6,0 km nordost om Ágios Epifánios. Trakten runt Ágios Epifánios är i huvudsak ett öppet busklandskap.
Medelhavsklimat råder i trakten. Årsmedeltemperaturen i trakten är 19 °C. Den varmaste månaden är juli, då medeltemperaturen är 31 °C, och den kallaste är januari, med 7 °C. Genomsnittlig årsnederbörd är 510 millimeter. Den regnigaste månaden är december, med i genomsnitt 112 mm nederbörd, och den torraste är augusti, med 1 mm nederbörd.